# Доњи Емовци
Доњи Емовци су насељено место у саставу града Пожеге, у Славонији, Република Хрватска.

## Становништво
Насеље је према попису становништва из 2011. године имало 181 становника.
| Националност       | 1991.        |
| Хрвати             | 130 (94,20%) |
| Срби               | 0            |
| Југословени        | 0            |
| остали и непознато | 8 (5,79%)    |
| Укупно             | 138          |